# Kommando Heer

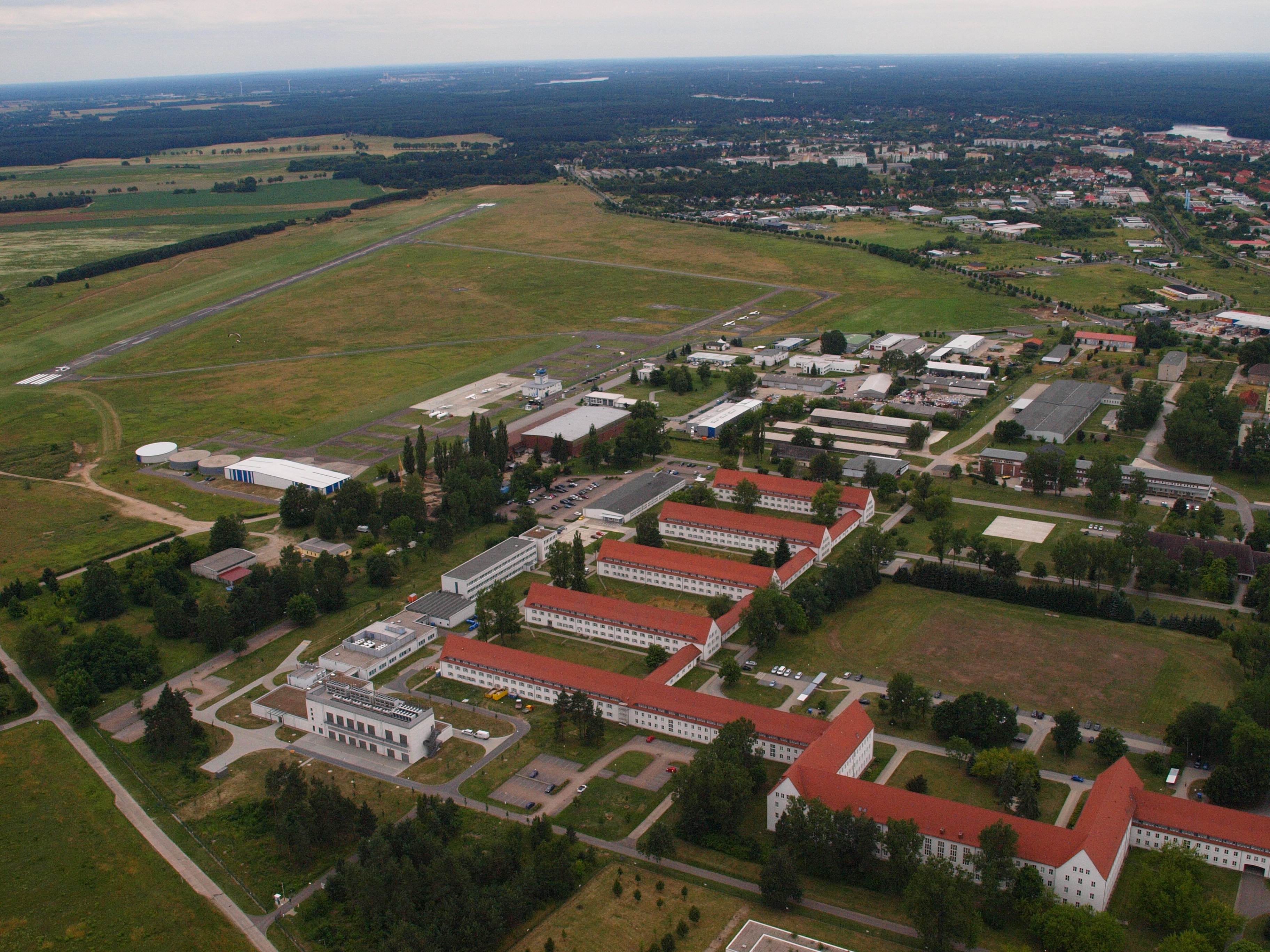
Kommando Heer mit von-Hardenberg-Kaserne und angrenzendem Flugplatz Strausberg aus Richtung Nord.

Das Kommando Heer (KdoH) ist die einzige Höhere Kommandobehörde im Heer der Bundeswehr und dem Bundesministerium der Verteidigung unmittelbar unterstellt. Das Kommando ist zugleich Stab des Inspekteurs des Heeres.

## Geschichte
Mit der Neuausrichtung der Bundeswehr wurde das Kommando Heer 2012 als einer der ersten Schritte zur Einnahme der Struktur Heer 2011 aufgestellt. Dazu herangezogen wurden Teile des Führungsstabes des Heeres, des Heeresführungskommandos und des Heeresamtes. Diese wurden im Anschluss aufgelöst oder umgegliedert. Das Kommando Heer übernahm einige der Aufgaben der genannten Dienststellen; andere blieben im Ministerium oder gingen ins Amt für Heeresentwicklung. Die „Zwei-Säulen-Struktur“ bestehend aus dem Heeresamt (bisher verantwortlich für Ausbildung und Weiterentwicklung der Teilstreitkraft) sowie dem Heeresführungskommando (bisher verantwortlich für die Führung der kämpfenden Truppenteile) wurde damit, analog zu der Neuausrichtung in den anderen Organisationsbereichen, aufgegeben. Das Kommando Heer ist nicht mehr – wie zuletzt der Führungsstab des Heeres – eine ministerielle Abteilung im Bundesministerium der Verteidigung. Daher ist auch der Inspekteur des Heeres, der bisher als Leiter einer ministeriellen Abteilung dem Bundesminister der Verteidigung, nicht aber dem Generalinspekteur der Bundeswehr, unterstellt war, nun erstmals dem Generalinspekteur der Bundeswehr voll unterstellt. In dieser Hinsicht büßt das Heer seine Unabhängigkeit als Teilstreitkraft ein.

## Aufgaben
Das Kommando unterstützt den Inspekteur des Heeres bei der Wahrnehmung seiner Planungs-, Führungs-, Lenkungs- und Kontrollaufgaben. Es sichert die Einsatzbereitschaft des Heeres in materieller und personeller Hinsicht und führt die unterstellten Truppenteile und Dienststellen:
- Amt für Heeresentwicklung
- Ausbildungskommando
- 1. Panzerdivision
- 10. Panzerdivision
- Division Schnelle Kräfte
- Heimatschutzdivision

Weiterhin sind die folgenden deutschen Anteile multinationaler Großverbände dem Kommando truppendienstlich unterstellt:
- Eurocorps
- I. Deutsch-Niederländisches Corps
- Multinationales Corps Nordost
- Rapid Reaction Corps France
- Allied Rapid Reaction Corps

## Gliederung
Dem Inspekteur des Heeres unterstehen innerhalb des Kommandos unmittelbar:
- Kommandeur Feldheer
- Kommandeur Militärische Grundorganisation und Stellvertreter des Inspekteurs des Heeres
- Chef des Stabes
- Referat Evaluierung und Inspizierungen
- Unterabteilung Rechtsberater und Wehrdisziplinaranwalt
- Presse- und Informationszentrum Heer

Dem Chef des Stabes unterstehen:
- Büro Chef des Stabes
- Stabsquartier
- Zentrale Zielsteuerung
- Referat Beauftragter Veränderungsmanagement Heer
- Einführungsorganisation European Military Airworthiness Requirements/German Military Airworthiness Requirements

- Abteilung Operationen
  - Unterabteilung Einsatz
  - Unterabteilung Militärisches Nachrichtenwesen/Geoinformationswesen
    - Land Intelligence Centre[3]

- Abteilung Chief Digital Officer / Landbasierte Operationen

- Abteilung Unterstützung
  - Unterabteilung Führungsunterstützung
  - Unterabteilung Logistik
  - Unterabteilung Sanitätsdienst des Heeres
  - Unterabteilung Verwaltung, Haushalt, Kosten- und Leistungsrechnung

- Abteilung Personal/Ausbildung/Organisation (PAO)
  - Unterabteilung Personal (militärisch/zivil)
  - Unterabteilung Ausbildung
  - Unterabteilung Organisation
  - Unterabteilung Personalplanung, Personalstruktur, Reservistenangelegenheiten, Truppenpsychologie

- Abteilung Planung
  - Unterabteilung Planung
  - Unterabteilung Truppenführung/Internationale Zusammenarbeit

Der Zuschnitt der Abteilungen war wiederholten Änderungen unterworfen. Die Abteilung IV hatte anfangs die Zuständigkeit für Personal, Organisation und Ausbildung. Später wechselte die Zuständigkeit für Ausbildung zur Abteilung I, die Abteilung erhielt zusätzlich die Aufgabe Truppenpsychologie.

## Verbandsabzeichen
Das mit einem signalgelben (mit schwarzem, diagonalem Überstrich) Stickrand versehene Verbandsabzeichen, das nur von den militärischen Mitarbeitern des Kommandos am Ärmel des Dienstanzugs getragen wird, zeigt auf achatgrauem Grund den auf zwei gekreuzten, verkehrsgelben Schwertern (Symbol des  deutschen Heeres) aufgelegten Bundesadler sowie darunter das Eiserne Kreuz (beides Hoheitszeichen der Bundesrepublik Deutschland). Die gelb-schwarze Kordel weist auf die Stellung als eine Kommandobehörde oberhalb der Divisionen hin.

## Führung
Der Inspekteur Heer wird durch den Kommandeur Militärische Grundorganisation und den Kommandeur Feldheer in der Führung des Heeres unterstützt. Alle drei bilden die Heeresführung.
Der Kommandeur Feldheer führt die unterstellten Divisionen sowie die deutschen Anteile in den multinationalen Korps. Er ist zugleich der Beauftragte für Reservistenangelegenheiten im Heer.
Der Kommandeur Militärische Grundorganisation nimmt die Aufgabe Stellvertreter des Inspekteurs des Heeres wahr. Das Amt für Heeresentwicklung und das Ausbildungskommando mit dem nachgeordneten Bereich bilden die militärische Grundorganisation im Heer. Sie sind diesem Kommandeur unterstellt.

### Inspekteur des Heeres
Der Inspekteur des Heeres im Dienstgrad eines Generalleutnants leitet das Kommando. Er ist dem Generalinspekteur der Bundeswehr unterstellt und ihm gegenüber weisungsgebunden.
| Nr. | Name                          | Beginn der Amtszeit | Ende der Amtszeit |
| --- | ----------------------------- | ------------------- | ----------------- |
| 3   | Generalleutnant Alfons Mais   | 13. Februar 2020    | –                 |
| 2   | Generalleutnant Jörg Vollmer  | 16. Juli 2015       | 13. Februar 2020  |
| 1   | Generalleutnant Bruno Kasdorf | 1. Oktober 2012     | 16. Juli 2015     |

### Kommandeur Feldheer
Der Dienstposten des Kommandeurs Einsatz und des Stellvertreters des Inspekteurs des Heeres ist für einen Generalleutnant ausgewiesen.
| Nr. | Name                               | Beginn der Amtszeit | Ende der Amtszeit |
| --- | ---------------------------------- | ------------------- | ----------------- |
| 5   | Generalleutnant Harald Gante       | 23. März 2023       | –                 |
| 4   | Generalleutnant Johann Langenegger | 30. August 2018     | 23. März 2023     |
| 3   | Generalleutnant Carsten Jacobson   | 16. Juli 2015       | 30. August 2018   |
| 2   | Generalleutnant Jörg Vollmer       | 25. Juni 2014       | 16. Juli 2015     |
| 1   | Generalleutnant Reinhard Kammerer  | 1. Oktober 2012     | 25. Juni 2014     |

### Kommandeur Militärische Grundorganisation und Stellvertreter des Inspekteurs des Heeres
Der Dienstposten des Kommandeurs Deutsche Anteile Multinationale Korps wird mit einem Generalleutnant besetzt.
| Nr. | Name                               | Beginn der Amtszeit | Ende der Amtszeit  |
| --- | ---------------------------------- | ------------------- | ------------------ |
| 5   | Generalleutnant Andreas Marlow     | 30. März 2022       | –                  |
| 4   | Generalleutnant Stephan Thomas     | 28. August 2018     | 30. März 2022      |
| 3   | Generalleutnant Frank Leidenberger | 8. Juni 2016        | 28. August 2018    |
| 2   | Generalleutnant Rainer Korff       | 7. Januar 2013      | 8. Juni 2016       |
| 1   | Generalleutnant Reinhard Kammerer  | 1. April 2012       | 30. September 2012 |

### Chef des Stabes
Der Chef des Stabes untersteht dem Inspekteur des Heeres. Sein Dienstposten ist für einen Generalmajor vorgesehen.
| Nr. | Name                             | Beginn der Amtszeit | Ende der Amtszeit |
| --- | -------------------------------- | ------------------- | ----------------- |
| 6   | Generalmajor Jared Sembritzki    | März 2025           | Juli 2025         |
| 5   | Generalmajor Peter Mirow         | 15. März 2023       | März 2025         |
| 4   | Generalmajor Harald Gante        | 11. März 2021       | 15. März 2023     |
| 3   | Generalmajor Alexander Sollfrank | 18. Mai 2018        | 11. März 2021     |
| 2   | Generalmajor Alfons Mais         | 27. Oktober 2014    | 18. Mai 2018      |
| 1   | Generalmajor Wolfgang Köpke      | 1. Oktober 2012     | 27. Oktober 2014  |

## Abteilungsleiter
Im Kommando Heer gibt es folgende Abteilungsleiter:
| Nr. | Name                            | Beginn der Amtszeit | Ende der Amtszeit  |
| --- | ------------------------------- | ------------------- | ------------------ |
| 8   | Brigadegeneral Christian Nawrat | April 2025          | –                  |
| 7   | Brigadegeneral Jared Sembritzki | Januar 2023         | März 2025          |
| 6   | Generalmajor Wolf-Jürgen Stahl  | Dezember 2021       | Januar 2023        |
| 5   | Generalmajor Michael Hochwart   | 9. Januar 2018      | September 2021     |
| 4   | Generalmajor Carsten Breuer     | 1. Juli 2016        | 9. Januar 2018     |
| 3   | Generalmajor Reinhardt Zudrop   | 1. Oktober 2014     | 30. Juni 2016      |
| 2   | Generalmajor Bernd Schütt       | 1. September 2013   | 30. September 2014 |
| 1   | Generalmajor Andreas Berg       | 1. Oktober 2012     | 30. August 2013    |

| Nr. | Name                | Beginn der Amtszeit | Ende der Amtszeit |
| --- | ------------------- | ------------------- | ----------------- |
| 1   | Oberst Rainer Beeck | 2023                | November 2024     |

| Nr. | Name                             | Beginn der Amtszeit | Ende der Amtszeit |
| --- | -------------------------------- | ------------------- | ----------------- |
| 5   | Brigadegeneral Hans-Peter Fennel |                     | –                 |
| 4   | Brigadegeneral Michael Meinl     | Dezember 2020       | November 2021     |
| 3   | Brigadegeneral Dirk Kipper       | 1. Februar 2018     | 1. Oktober 2020   |
| 2   | Brigadegeneral Michael Hochwart  | 1. Juni 2015        | 9. Januar 2018    |
| 1   | Brigadegeneral Walter Ludwig     | 1. Oktober 2012     | 30. Mai 2015      |

| Nr. | Name                            | Beginn der Amtszeit | Ende der Amtszeit |
| --- | ------------------------------- | ------------------- | ----------------- |
| 4   | Oberst Sascha Zierold           | November 2024       | –                 |
| 3   | Brigadegeneral André Abed       | November 2022       | November 2024     |
| 2   | Brigadegeneral Uwe Nerger       | April 2013          | Oktober 2022      |
| 1   | Brigadegeneral Ernst-Peter Horn | 1. Oktober 2012     | April 2013        |

| Nr. | Name                           | Beginn der Amtszeit | Ende der Amtszeit |
| --- | ------------------------------ | ------------------- | ----------------- |
| 5   | Brigadegeneral Wolfgang Jordan | April 2022          | –                 |
| 4   | Brigadegeneral Dirk Kipper     | 1. Oktober 2020     | April 2022        |
| 3   | Brigadegeneral Stefan Zeyen    | 1. Oktober 2018     | 1. Oktober 2020   |
| 2   | Brigadegeneral Peter Mirow     | 1. Dezember 2016    | 1. Oktober 2018   |
| 1   | Brigadegeneral Josef Niebecker | 1. Oktober 2012     | 1. Dezember 2016  |

Brigadegeneral Christian Westphal war 2012/2013 „Beauftragter Veränderungsmanagement Heer“.